# Alice Arno
Alice Arno, nome d'arte di Marie-France Broquet (29 giugno 1946), è un'attrice e modella francese.

## Biografia
Bellezza robusta e carnale, esordì come modella negli anni sessanta, apparendo in numerose riviste, tra cui Pop, Men e Topfilm. Passata al cinema, lavorò quasi esclusivamente in film erotici. Nel 1970 interpretò il breve ruolo di una modella assassinata in Eugénie di Jess Franco, il regista con cui in seguito girò numerosi film.
Nel 1971 lasciò momentaneamente il cinema dopo aver acquistato una villa sulla costa meridionale della Francia, dove poté dedicarsi liberamente al nudismo. Era infatti figlia di genitori naturisti.
Il suo ruolo più importante fu quello della protagonista in Justine de Sade (1972), film tratto dal Marchese de Sade, per la regia di Claude Pierson.
Lasciò il cinema poco dopo la metà degli anni settanta, per ragioni personali e a causa dell'affermarsi del cinema pornografico, genere al quale aveva per altro eccezionalmente contribuito. Rientrò per prendere parte a due produzioni spagnole dell'inizio degli anni ottanta, prima di ritirarsi definitivamente.
Alain Petit ha ipotizzato che, una volta terminata la carriera cinematografica, si sia trasferita in America Latina, poiché la sua famiglia aveva un'attività commerciale che vendeva e importava artefatti in quella zona.
Ha lavorato spesso per l'Eurociné e per la Comptoir Français de Productions Cinématographiques di Robert De Nesle. La sua filmografia include anche inserti erotici girati in vista della ridistribuire di alcuni film, come El enigma del ataúd di Santos Alcocer e Las luchadoras contra el médico asesino di René Cardona.
È sorella dell'attrice Chantal Broquet, con la quale ha lavorato in più occasioni.

## Filmografia
- Las luchadoras contra el médico asesino, regia di René Cardona (1963) – inserti erotici per la ridistribuzione
- Le orge nere del Dr. Orloff (El enigma del ataúd), regia di Santos Alcocer (1967) – inserti erotici per la ridistribuzione
- Les Poneyttes, regia di Joël Le Moigné (1968)
- A doppia faccia, regia di Riccardo Freda (1969) – inserti hard per la versione francese distribuita nel 1976
- Il clan dei siciliani (Le clan des Siciliens), regia di Henri Verneuil (1969)
- Le piccanti confessioni di una giovane studentessa (Nathalie, l'amour s'éveille), regia di Pierre Chevalier (1970)
- L'amour, oui! Mais..., regia di Philippe Schneider e Joël Lifschutz (1970)
- I porno piaceri dell'ammucchiata (La débauche ou les amours buissonières), regia di Jean-François Davy (1971)
- Amami dolce zia (Chaleurs), regia di Daniel Daërt (1971)
- Kisss....., regia di Jean Le Vitte (1971)
- Gli scassinatori (Le casse), regia di Henri Verneuil (1971)
- Donna sposata cerca giovane superdotato (Señora casada necesita joven bien dotado), regia di Juan Xiol (1971)
- Atout sexe, regia di Max Kalifa (1971)
- Justine de Sade, regia di Claude Pierson (1972)
- L'insoddisfatta (L'Insatisfaite), regia di Jean-Marie Pallardy (1972)
- Le galanti avventure di Zorro (Les aventures galantes de Zorro), regia di William Russel (1972)
- Endless Night, regia di Philippe Brottet (1972)
- La ragazza di Pigalle (Pigalle carrefour des illusions), regia di Pierre Chevalier (1973)
- De Sade 2000 (Eugénie), regia di Jesús Franco (1973)
- Un caldo corpo di femmina (La comtesse noire), regia di Jesús Franco (1973)
- Confessioni di una ragazzina (Avortement clandestin!), regia di Pierre Chevalier (1973)
- Mani in alto! È una rapina (Le dingue), regia di Daniel Daërt (1973)
- Erotic Sex Orgasm (Dossier érotique d'un notaire), regia di Jean-Marie Pallardy (1973)
- Amore quotidiano (Donnez-nous notre amour quotidien), regia di Claude Pierson (1973)
- Le sensuali (Les Infidèles), regia di Christian Lara (1973)
- Ah! Si mon moine voulait..., regia di Claude Pierson (1973)
- Penetration (Lâchez les chiennes), regia di Bernard Launois (1973)
- I desideri erotici di Christine (Une vierge chez les morts vivants), regia di Jesús Franco (1973) – inserti erotici nella versione intitolata Christina, princesse de l'érotisme
- Una ragazza a due posti (Les gourmandines), regia di Guy Pérol (1973)
- Sicarius - Febbre di sesso (Tendre et perverse Emanuelle), regia di Jesús Franco (1973)
- Al otro lado del espejo, regia di Jesús Franco (1973)
- Convoi de femmes, regia di Pierre Chevalier (1974)
- Karzan contro le donne dal seno nudo (Maciste contre la reine des Amazones), regia di Jesús Franco (1974)
- Plaisir à trois, regia di Jesús Franco (1974)
- Amanda ovvero avventure erotiche di una ragazza squillo (Tous les chemins mènent à l'homme), regia di Jack Guy (1974)
- Chicas de alquiler, regia di Ignacio F. Iquino (1974)
- Porno West (Règlements de femmes OQ Corral), regia di Jean-Marie Pallardy (1974)
- De Sade's Juliette, regia di Jesús Franco (1975)
- Les gloutonnes, regia di Jesús Franco (1975)
- Il torcinaso - Quando il sangue diventa bollente, regia di Giancarlo Romitelli (1975)
- La ragazza del Golden Saloon (Les Filles du Golden Saloon), regia di Pierre Taylou (1975)
- La felicità nel peccato (Les nuits brûlantes de Linda), regia di Jesús Franco (1975)
- Due fanciulle porno... così (La pipe au bois), regia di Maxime Debest (1975)
- I piaceri particolari (Hard Core Story), regia di Guy Maria (1975)
- Sequestro a mano armata (Les Karatéchattes), regia di Guy Maria (1975)
- La comtesse perverse, regia di Jesús Franco (1975)
- L'Arrière-train sifflera trois fois, regia di Jean-Marie Pallardy (1975)
- E se tu non vieni... (Et si tu n'en veux pas), regia di Jacques Besnard (1976)
- Vizio in bocca (Une cage dorée), regia di Jesús Franco e Marius Lesoeur (1976)
- La calda bestia (Kiss Me Killer), regia di Jesús Franco (1977)
- Bouches gourmandes, regia di André Koob (1977)
- Le porno libidini di Justine (Justine), regia di Jesús Franco (1979)
- Soirées privées, regia di Jean-Marie Pallardy (1979)
- Viaje al mas alla, regia di Sebastian D'Arbo (1980)
- El fontanero, su mujer, y otras cosas de meter..., regia di Carlos Aured (1981)